# Рашид, Мухаммад Абдул
Мухаммад Абдул Рашид (англ. Muhammad Abdul Rashid, род. 14 апреля 1941) — пакистанский хоккеист (хоккей на траве), полузащитник. Серебряный призёр летних Олимпийских игр 1964 года.

## Биография
Мухаммад Абдул Рашид родился 14 апреля 1941 года.
Играл в хоккей на траве за Равалпинди и Пакистанскую армию.
В 1962 году дебютировал в составе сборной Пакистана в матче с Кенией, сменив на левом фланге олимпийского чемпиона Хабиба Али Кидди, хотя обычно действовал справа. Впоследствии играл за сборную Пакистана в Лионе, в домашних сериях против японских хоккеистов.
В 1964 году вошёл в состав сборной Пакистана по хоккею на траве на Олимпийских играх в Токио и завоевал серебряную медаль. Играл на позиции полузащитника, провёл 5 матчей, мячей не забивал.
В 1962—1969 годах провёл за сборную Пакистана 61 матч.